# Universiteit van de Witwatersrand
De Universiteit van de Witwatersrand (Afrikaans: Universiteit van die Witwatersrand, gehanteerde officiële naam University of the Witwatersrand, kortweg Wits University) is een universiteit in het noorden van de Zuid-Afrikaanse stad Johannesburg. Witwatersrand is de naam van een bergketen en de stedelijke regio rond de stad.
De universiteit telde in 2023 ongeveer 40.000 studenten.
Een andere universiteit in Johannesburg is de Universiteit van Johannesburg, die begin 21e eeuw ontstond door de invoeging van de Vista-universiteit in de Randse Afrikaanse Universiteit (RAU).

## Geschiedenis
In 1896 werd in Kimberley de South African School of Mines opgericht en in 1904 verhuisde deze naar Johannesburg en de naam werd Transvaal Technical Institute. In 1906 werd de naam Transvaal University College en in 1908 werd ook een afdeling in Pretoria opgericht. Op 17 mei 1910 gingen beide vestigingen uit elkaar. De vestiging in Pretoria zou tot oktober 1930 haar naam behouden en daarna als Universiteit van Pretoria verdergaan. De afdeling in Johannesburg werd hernoemd tot South African School of Mines and Technology.
In 1922 werd de school een volledige universiteit en nam ze haar huidige naam aan. Er werd in Milner Park een campus gebouwd en de universiteit kreeg zes faculteiten.

## Verbonden

### Als (hoog)leraar of bestuurder
- Raymond Dart (1893-1988), anatoom en antropoloog
- G. Evelyn Hutchinson (1903-1991), zoöloog en ecoloog
- Nicolaas Petrus van Wyk Louw (1906-1970), schrijver en dichter
- Robert Hodgins (1920-2010), kunstschilder
- Jan Hofmeyr (1948), politicus en universiteitsdirecteur
- Marlene van Niekerk (1954), schrijfster
- Zackie Achmat (1962), activist

### Als student
- Herman Charles Bosman (1905-1951), schrijver en journalist
- Harry Bloom (1913-1981), schrijver
- Elisabeth Eybers (1915-2007), dichteres
- Helen Suzman (1917-2009), politica en anti-apartheidsactiviste
- Nelson Mandela (1918-2013), activist en president van Zuid-Afrika
- Es'kia Mphahlele (1919-2008), schrijver, literatuurwetenschapper, kunstactivist en humanist
- Eduardo Mondlane (1920-1969), politicus
- Nadine Gordimer (1923), schrijfster
- Harry Schwarz (1924-2010), politicus, diplomaat en jurist
- Dennis Brutus (1924), dichter en activist
- Joe Slovo (1926-1995), politicus
- Aaron Klug (1926), scheikundige en biochemicus
- Sydney Brenner (1927), bioloog en ontvanger Nobelprijs voor Fysiologie of Geneeskunde (2002)
- Fatima Meer (1928), schrijfster en activiste
- Winnie Mandela (1936-2018), activiste en ex-vrouw van president Nelson Mandela
- Teresa Heinz Kerry (1938), filantroop
- Janet Suzman (1939), actrice
- Peter Goldblatt (1943), botanicus
- Koos du Plessis (1945-1984), dichter en zanger
- Ingrid Winterbach (1948), schrijfster
- Kevin Volans (1949), componist en muziekpedagoog
- Helen Zille (1951), politica, burgemeester van Kaapstad
- Shereen Usdin (1962), arts
- Hendrick Ramaala (1972), hardloper
- Jef Valkeniers (1932), staatsman en arts

### Onderscheiden
- Elisabeth Eybers, (1915), schrijver
- Athol Fugard (1932), schrijver
- Amartya Sen (1933), econoom en ontvanger van de Prijs van de Zweedse Rijksbank voor economie (1998)
- Leon Golberg (1939), uitvinder van di-ethylstilbestrol (DES)